# Туризм у Татарстані

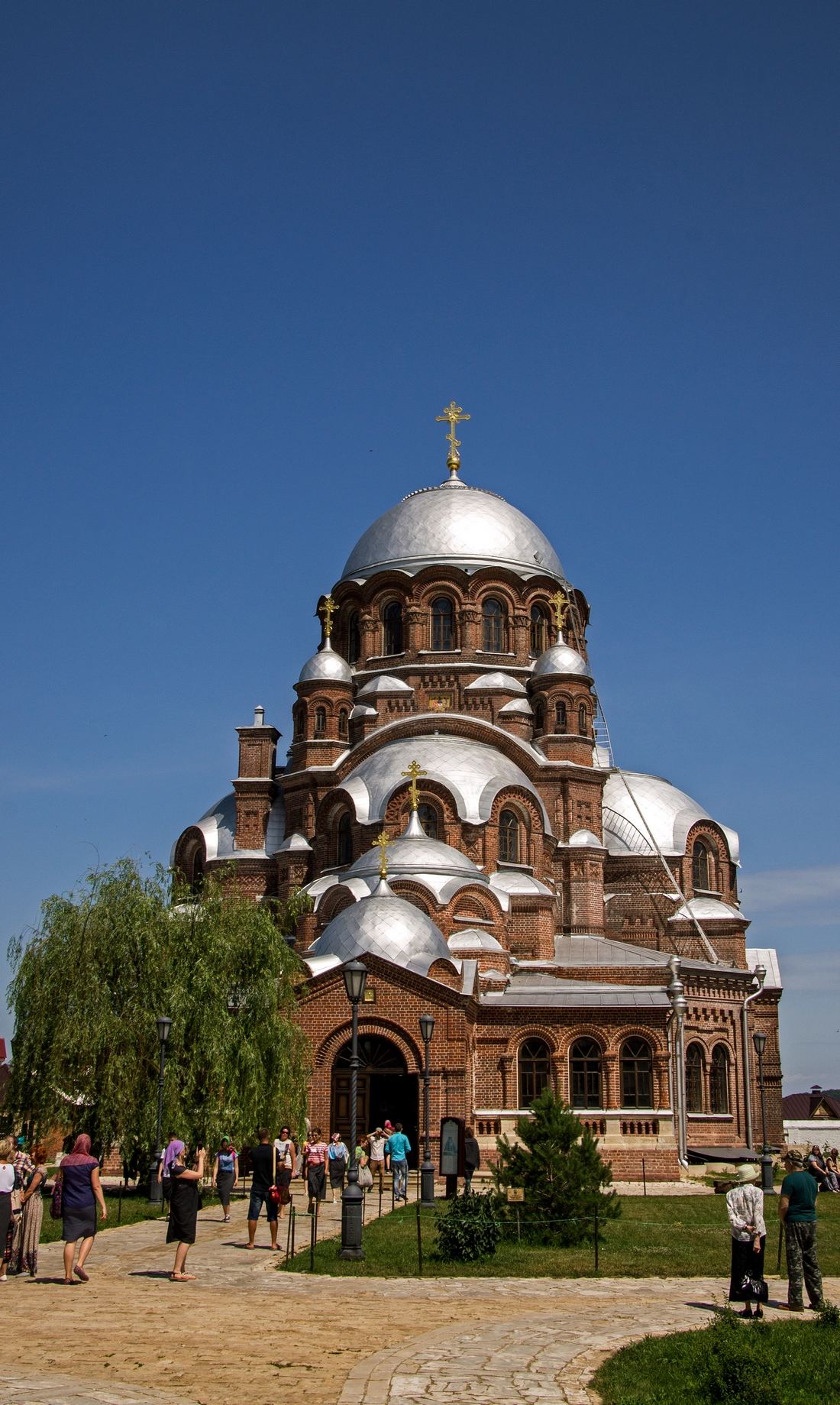
Туристи біля собору «Всіх скорботних Радість», Свиязьк, Зеленодольський район, Татарстан

Туризм в Татарстані — одна з найважливіших галузей розвитку економічного благополуччя і загального культурного вдосконалення в регіоні; це обумовлено особливою значущістю історичної спадщини і привабливістю республіки для туристів: Казань — столиця Республіки Татарстан, — увійшла в ТОП-10 кращих туристичних напрямків Росії за версією порталу Trip Advisor і аналітичного агентства «ТурСтат», і знаходиться на 4 місці за підсумками літнього сезону 2017 року.
На території Татарстану розташовані три з 29 російських об'єктів культурної спадщини ЮНЕСКО: Казанський кремль, Успенський собор і монастир острів-граду Свіязьк, Архітектурно-історичний комплекс Булгар. Такому статусному рівню сприяє діяльність Республіканського фонду «Відродження» під головуванням Мінтимєра Шаймієва, який курує роботи з відтворення важливих культурних об'єктів і благоустрою туристичних центрів.

## Історія
З 1996 року офіційним розвитком туризму в республіці займався Державний Комітет Республіки Татарстан з фізичної культури, спорту і туризму; в 2005 році утворено Міністерство у справах молоді, спорту і туризму Республіки Татарстан, а в 2014 році створено окремий Державний Комітет Республіки Татарстан по туризму.
Ключову роль у виборі вектора розвитку сучасного туризму в Татарстані зіграла Всесвітня літня Універсіада в Казані (2013 р.). Подія стала свого роду каталізатором професіоналізації гостинності і визначила подальше вдосконалення в галузі — на II Казанському міжнародному туристичному форумі «Орієнтири майбутнього» було відзначено позитивний вплив Універсіади на зростання туристичного потоку: в дні змагань в столицю Татарстану з'їхалися представники 170 країн світу, побували понад 150 тис. туристів, відкрилося 13 нових готелів. Універсіада сприяла зростанню готельного і ресторанного бізнесу, удосконаленню інфраструктури по республіці, актуалізації історичної спадщини, підтримці національних культур регіону. Проведення Всесвітніх студентських ігор у Казані не тільки значно підняло статус міста, а й вплинуло на соціально-економічний розвиток Республіки Татарстан (РТ) і на економічну систему Росії в цілому.

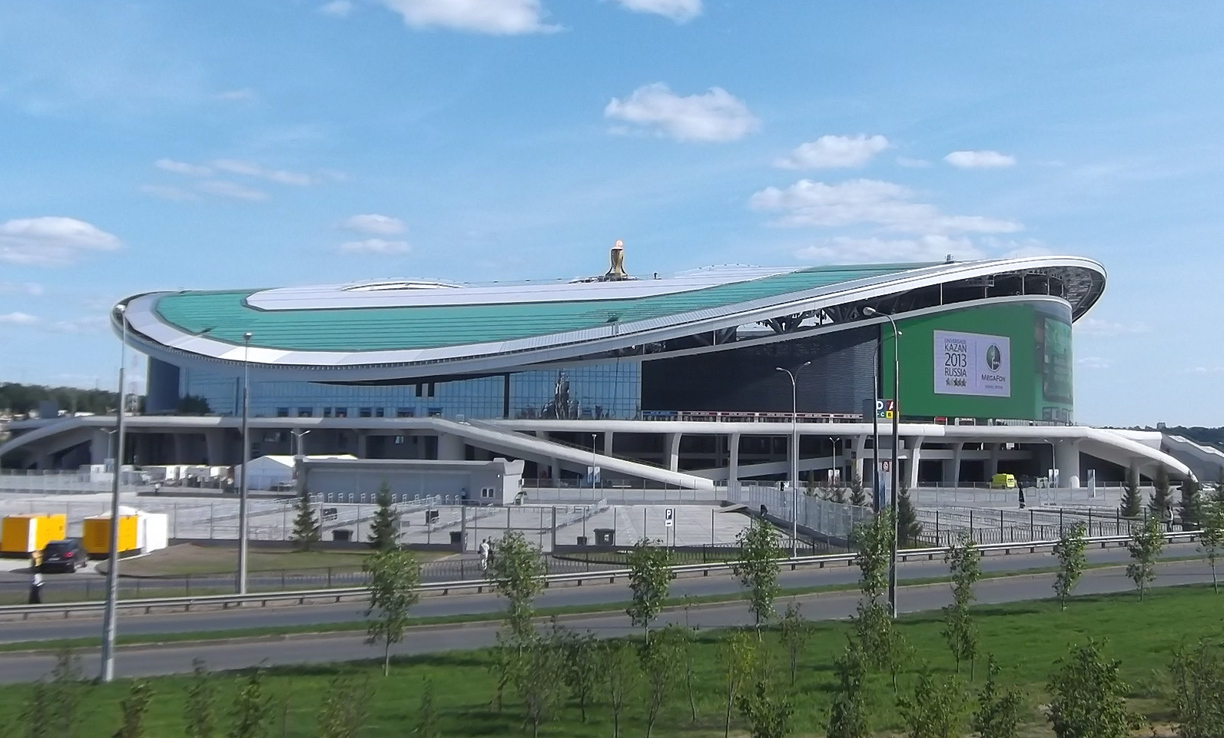
Казань Арена — футбольний стадіон четвертої категорії УЄФА, відкритий напередодні Всесвітньої Універсіади — 2013.

У 2014 році відзначено випередження темпів розвитку туризму в Татарстані в порівнянні з іншими регіонами.
За 2015 р. (рік проведення в Казані Чемпіонату світу з водних видів спорту 2015) турпотік в Татарстан склав приблизно 2,7 млн осіб.
У 2016 році за підтримки Держкомітету з туризму РТ був створений офіційний туристичний бренд Visit Tatarstan і спеціальний онлайн-ресурс на допомогу туристам, охочим відвідати республіку.
За даними на початок жовтня 2017 р. турпотік в республіку збільшився на 10 % (в порівнянні з попереднім роком), чому також посприяв захід світового рівня — Кубок конфедерацій.

## Освіта
Професійною освітою за напрямом «туризм» в Татарстані займаються:
- Казанський федеральний університет, кафедра сервісу і туризму;
- Казанський державний інститут культури, факультет туризму, реклами та міжкультурних комунікацій;
- Російська міжнародна академія туризму;
- Казанський інноваційний університет, кафедра готельного та туристичного бізнесу;
- Університет управління ТИСБИ, кафедра соціально-культурного сервісу і туризму;
- Поволжська державна академія фізичної культури, спорту і туризму, кафедра сервісу і туризму.

## Туристичні форуми
Починаючи з 2011, кожні 2 роки в Казані проводиться Міжнародний туристський форум «Орієнтири майбутнього».
У 2016 році в столиці Татарстану був проведений регіональний туристичний форум «Туризм в Росії. Перспективи і можливості 2016».
У 2017 році в Казані пройшов Регіональний туристичний форум.

## Портрет туриста
Згідно з дослідженням АНО «Центр розвитку туризму Республіки Татарстан», туристи відвідали республіку в 2016 році, в основному — сімейні люди, які мають вищу освіту, двох вікових категорій: 26 — 35 років і 46 — 60 років; частіше подорожують на поїзді (приблизно 50 %); основна мета поїздок — провести відпустку. Дослідження також показало, що середній дохід мандрівника, який відвідав Татарстан, від 20 до 30 неоподатковуваних мінімумів доходів громадян.

## Туристична інфраструктура

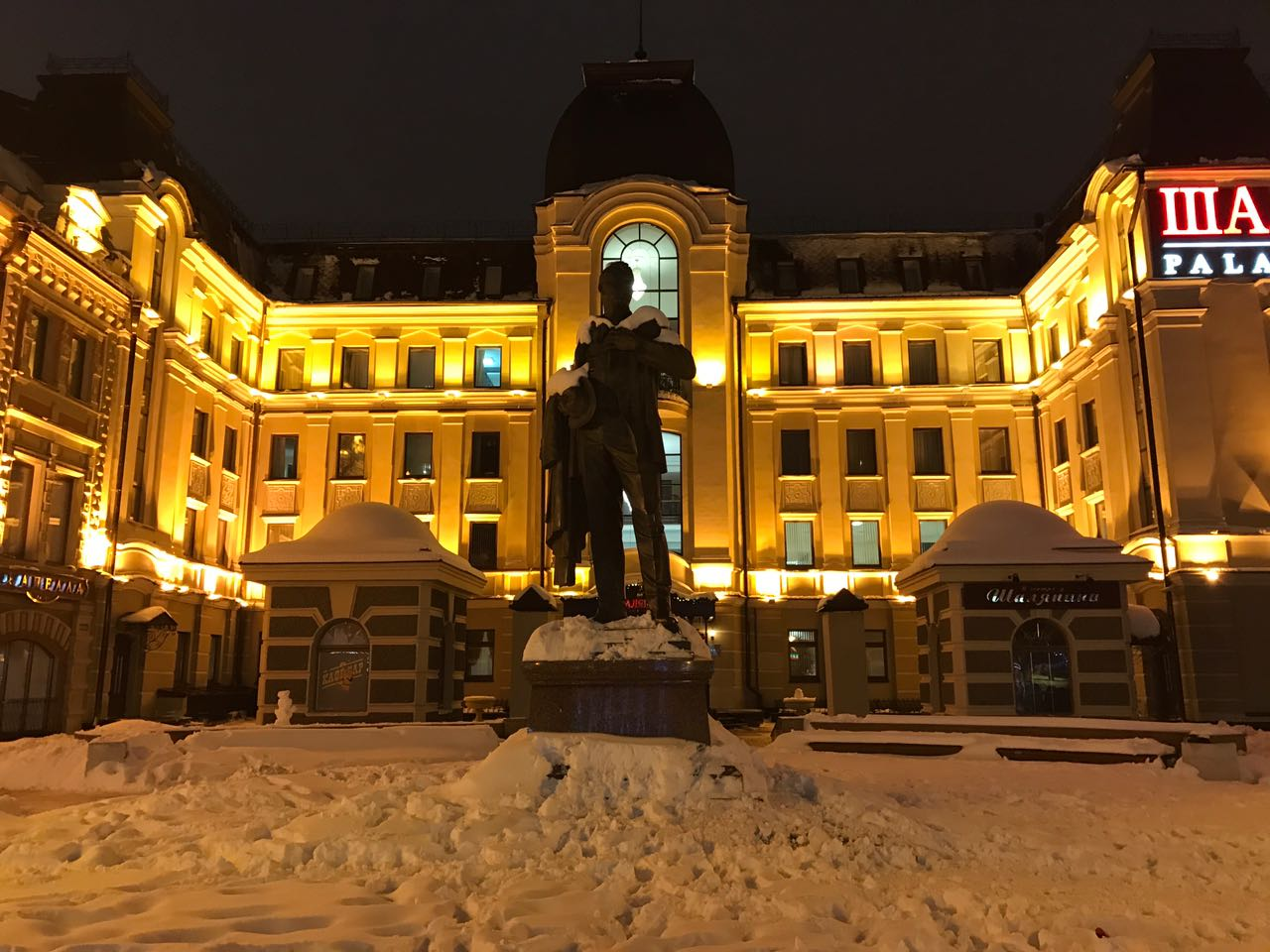
Готель «Шаляпін Палас Готель», Казань

У Татарстані функціонують міжнародні аеропорти «Казань» і «Бегішево», а також аеропорт федерального з'єднання «Бугульма». У республіці діє залізничне сполучення РЗД.
У туристичних центрах розташовуються готелі, отелі (зареєстровано 392 на серпень 2017 року) і хостели. У столиці республіки, наприклад, за кількістю місць для розміщення туристів лідирують чотиризіркові готелі з середньою вартістю номера 3 771 руб., а за загальною статистикою, без урахування готелів без зірок, найбільше тризіркових готелів із середньою вартістю номера 2 439-3 105 рублів.
За даними Росстату, Татарстан на 2017 рік є лідером серед регіонів ПФО по обороту в ресторанах і кафе — близько 15,6 млрд рублів.

## Туристичні ресурси історико-культурного значення
- Казанський Кремль
- Казанський університет
- Булгар
- Свиязьк
- Храм усіх релігій
- Раифский Богородицький монастир
- Мечеть Кул-Шаріф
- Петропавлівський собор
- Елабужське городище
- Вежа Сююмбіке
- Парк Тисячоліття
- Ермітаж-сад
- Старо-татарська слобода

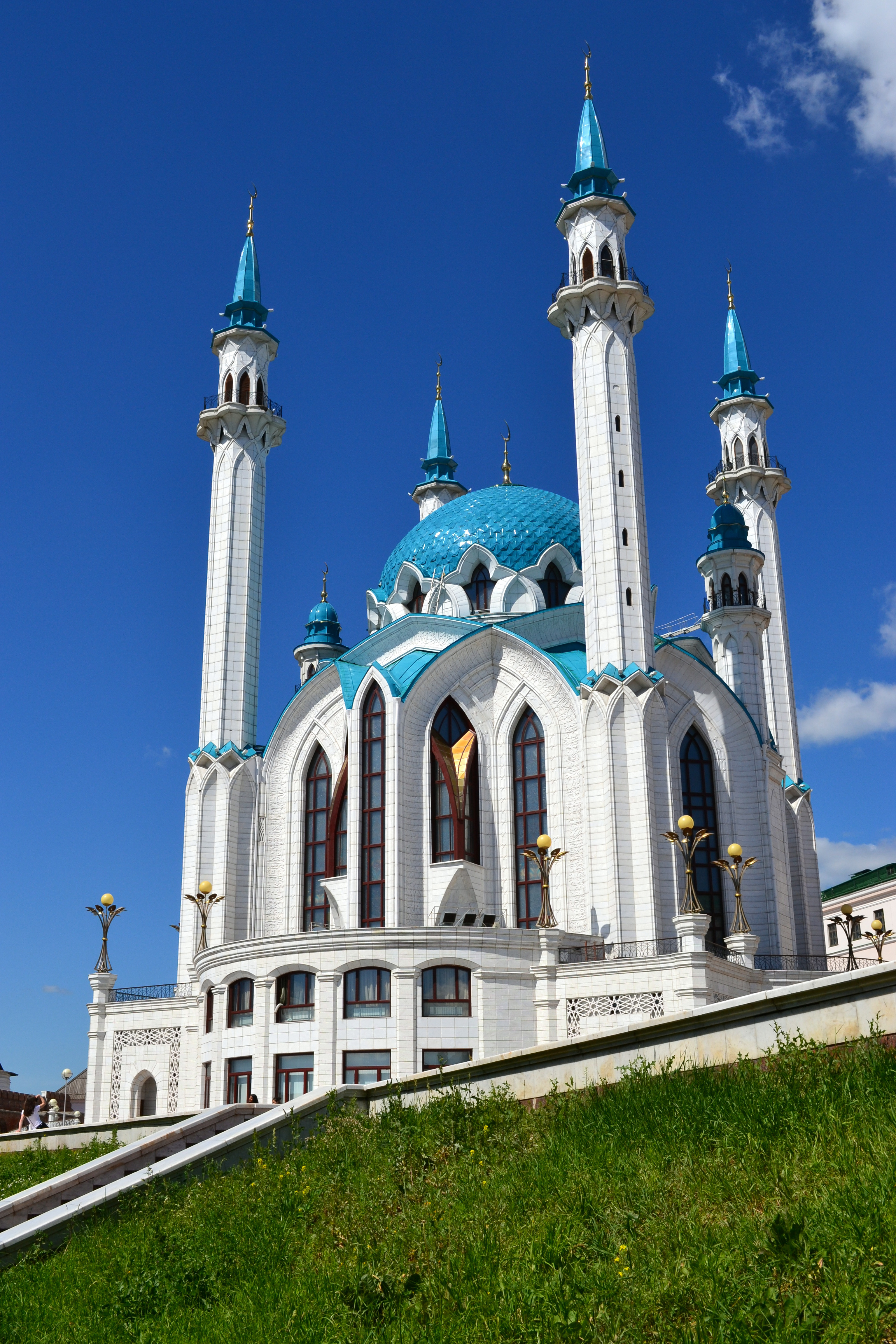
Кул-Шаріф — головна джума-мечеть республіки Татарстан, розташована на території Казанського Кремля

- Центральний парк культури і відпочинку імені Горького
- Казанський великий драматичний театр імені В.І Качалова
- Татарський театр імені Галіасгара Камала
- Татарський театр опери та балету імені Муси Джаліля
- Татарський театр драми і комедії імені Каріма Тинчуріна
- Казанський театр юного глядача